# Vlag van Sint-Annaland

Dorpsvlag van Sint-Annaland

Gemeentevlag van Sint-Annaland

De vlag van Sint-Annaland werd nimmer officieel vastgesteld als gemeentelijke vlag van de Zeeuwse gemeente Sint-Annaland, maar werd wel als zodanig gebruikt. De beschrijving luidt: 
Zeven evenhoge banen van blauw en wit, met in de broektop een (blauw) vierkant waarin het gemeentewapen.
De kleuren van de vlag zijn ontleend aan het gemeentewapen en de vlag van Zeeland. Sierksma vermeldt een vierkant ter hoogte van hoogte van drie banen; andere bronnen vermelden een groter vierkant vlak, met zijden van de helft van de vlaghoogte.
In 1971 ging Sint-Annaland op in de nieuw gevormde gemeente Tholen, waardoor de vlag als gemeentevlag kwam te vervallen.

## Dorpsvlag
In 2000 werd ter gelegenheid van het 525-jarig bestaan van Sint-Annaland een dorpsvlag uitgebracht met daarop het gemeentewapen zonder het blauwe vierkant.

## Verwante afbeelding

Het wapen van Sint-Annaland

Aardenburg 
· Arnemuiden 
· Axel 
· Baarland 
· Biervliet 
· Biggekerke 
· Borssele 
· Breskens 
· Brouwershaven 
· Bruinisse 
· Burgh 
· Domburg 
· Dreischor 
· Driewegen 
· Duiveland 
· Ellewoutsdijk 
· 's-Gravenpolder 
· Groede 
· Haamstede 
· 's-Heer Abtskerke 
· 's-Heer Arendskerke 
· Hoedekenskerke 
· Hontenisse 
· IJzendijke 
· Kloetinge 
· Kortgene 
· Koudekerke 
· Krabbendijke 
· Kruiningen 
· Mariekerke 
· Meliskerke 
· Middenschouwen 
· Nieuw- en Sint Joosland 
· Nisse 
· Noordgouwe 
· Oostburg 
· Oostkapelle 
· Oud-Vossemeer 
· Oudelande 
· Ovezande 
· Poortvliet 
· Retranchement 
· Rilland-Bath 
· Ritthem 
· Sas van Gent 
· Scherpenisse 
· Schoondijke 
· Sint-Annaland 
· Sint Jansteen 
· Sint-Maartensdijk 
· Sint Philipsland 
· Sluis 
· Sluis-Aardenburg 
· Stavenisse 
· Valkenisse 
· Vogelwaarde 
· Waarde 
· Waterlandkerkje 
· Wemeldinge 
· Westdorpe 
· Westerschouwen 
· Westkapelle 
· Wissenkerke 
· Wolphaartsdijk 
· Zaamslag 
· Zierikzee 
· Zuiddorpe 
· Zuidzande
Boschkapelle
· Cadzand
· Clinge
· Eede
· Graauw en Langendam
· Haamstede
· 's-Heer Arendskerke
· 's-Heerenhoek
· Heille
· Heinkenszand
· Hengstdijk
· Hoedekenskerke
· Hoek
· Hoofdplaat
· Koewacht
· Kwadendamme
· Nieuwerkerk
· Nieuwvliet
· Ossenisse
· Ouwerkerk
· Overslag
· Philippine
· Retranchement
· Rilland
· Scharendijke
· Serooskerke (Schouwen-Duiveland)
· Serooskerke (Veere)
· Sint Anna ter Muiden
· Sint-Annaland
· Sint Kruis
· Sirjansland
· Stoppeldijk
· Yerseke